# پروکسیما قنطورس
پروکسیما قنطورس (به انگلیسی: Proxima Centauri)(به لاتین: proximus, proxima, proximum به معنی «نزدیک») یک ستارهٔ کوتولهٔ سرخ با فاصلهٔ ۴٫۲۸ سال نوری و نزدیک‌ترین ستاره به زمین پس از خورشید است و در صورت فلکی قنطورس قرار دارد. این ستاره در سال ۱۹۱۵ م. و توسط رابرت اینز، رئیس رصدخانهٔ ملی آفریقای جنوبی کشف شد.
پروکسیما قنطورس جزئی از سامانهٔ ستاره‌ای آلفا قنطورس به‌شمار می‌آید و نزدیک‌ترین ستاره به خورشید ما است. از آنجایی که این ستاره نسبت به دیگر ستاره‌ها به زمین بسیار نزدیک است، می‌توان اندازهٔ قطر زاویه‌ای آن را به‌طور مستقیم اندازه گرفت. قطر واقعی آن یک‌هفتم قطر خورشید محاسبه شده است. پروکسیما قنطورس جرمی حدود یک‌هشتم جرم خورشید دارد و میانگین چگالی آن ۴۰ برابر خورشید است. و درخشندگی بسیار پائینی دارد، این یک ستاره شراره‌دار است و تغییرات زیادی در قدر ظاهری آن دیده می‌شود.
میدان مغناطیسی این ستاره از انتقال گرمای درون و بیرون ستاره تشکیل شده است.
نتایج بررسی‌ها نشان می‌دهد پرتوهای ایکس منتشر شده از این ستاره بسیار به خورشید شباهت دارد و تولید انرژی پائین در ستاره نشان می‌دهد که این ستاره ۴ تریلیون سال دیگر در رشتهٔ اصلی خواهد ماند. یا حدود ۳۰۰ برابر سن جهان.
جست‌وجوهایی که جهت پیدا کردن همدم این ستاره انجام گرفته تاکنون ناموفق بوده است؛ اگرچه این تلاش‌ها نشان داد که این همدم می‌تواند فقط در کنار یک کوتولهٔ قهوه‌ای یا یک سیارهٔ پرجرم باشد. برای کشف این‌گونه اجرام، مأموریت فضایی تداخل‌سنجی نیز انجام شده است. از آنجا که پروکسیما قنطورس یک کوتولهٔ سرخ و یک ستارهٔ شعله‌زن است در صورت داشتن سیاره، این سیاره قطعاً فاقد زیست خواهد بود.
پروکسیما قنطورس را به علت نزدیک‌بودن به عنوان یکی از گزینه‌های مسافرت میان‌ستاره‌ای پیشنهاد کرده‌اند.

## رصد
رابرت اینز (به انگلیسی: Robert Innes)، سرپرست رصدخانهٔ ملی آفریقای جنوبی در ژوهانسبورگ و در سال ۱۹۱۵ این ستاره را کشف کرد زیرا این جسم حرکت مخصوصی برابر حرکت آلفا قنطورس داشت. او همچنین نام این ستاره را پروکسیما قنطورس نامید. در سال ۱۹۱۷، در رصدخانهٔ سلطنتی کیپ هوپ گود اخترشناس هلندی جوان وت(به هلندی: Joan Voûte)، اختلاف منظر این ستاره را اندازه گرفت و نشان داد که این ستاره دقیقاً همان فاصلهٔ آلفا قنطورس از زمین را دارد. در سال ۱۹۵۱ اخترشناس آمریکایی هارلو شپلی (به انگلیسی: Harlow Shapley) نشان داد که این ستاره یک نوع از ستارگان است که شعله‌هایی به شکل زبانه از خود بیرون می‌دهد. تصاویر بعدی نشان داد که این ستاره تا ۸ درصد در قدر ظاهری خود افزایش می‌یابد و بنابراین فعال‌ترین ستارهٔ شراره‌ای محسوب می‌شود.
نزدیکی این ستاره اجازه می‌دهد تا میزان فعالیت در شعله‌زنی ستاره را بررسی کنیم. در سال ۱۹۸۰ رصدخانهٔ اینشتین منحنی تولید پرتو ایکس توسط پروکسیما قنطورس را اعلام نمود در ادامهٔ ماهواره‌های EXOSAT و ROSAT فعالیت شعله‌زنی آن را ثبت نمودند و در سال ۱۹۹۵ توسط ماهوارهٔ ژاپنی ASCA پرتوهای ایکس مشابه پرتوهای خورشیدی ثبت شد. پروکسیما قنطورس موضوع مورد مطالعهٔ رصدخانه‌های پرتو ایکس زیادی شامل ایکس‌ام‌ام-نیوتون و چاندرا بوده است.
از آن‌جایی که این ستاره میل جنوبی دارد از عرض‌های جنوبی‌تر از ۲۷ درجهٔ شمالی دیده می‌شود، که شامل میامی، فلوریدا و جنوب آن می‌شود.
کوتوله‌های سرخ بسیار کم‌نورتر از آن هستند که با چشم غیرمسلح دیده شوند ولی چون این ستاره به زمین بسیار نزدیک است رجل قنطورس و آلفا قنطورس بی ستارگانی از قدر پنجم بوده. و این ستاره از قدر ۱۱ است و بنابرین با تلسکوپی با قطر آینه (یا عدسی) ۸ سانتی‌متر (۳٫۱ اینچ) و در شرایط ایدئال دیده می‌شود.

## مشخصات
پروکسیما قنطورس به عنوان یک ستارهٔ کوتولهٔ سرخ شناخته می‌شود زیرا این ستاره در رشتهٔ اصلی قرار داشته و ردهٔ طیفی ۵٫۵ M را دارد؛ به همین دلیل در دستهٔ ستارگان کوتوله جای می‌گیرد، معنی ۵٫۵ M این است که این ستاره جرم بسیار کمی دارد. قدر مطلق این ستاره (یعنی قدر ظاهری آن اگر در فاصلهٔ ۱۰ پارسکی قرار داشت.) برابر ۱۵٫۵ است. درخشندگی آن در مجموع تمام طول موج‌ها برابر ۰٫۱۷٪ خورشید است، ولی هنگامی از نور مرئی آن دیده می‌شود درخشندگی آن فقط ۰٫۰۰۵۶ درصد درخشندگی خورشید در نور مرئی است. بیش از ۸۵ درصد تابش در طول موج فرو سرخ است.

این طراحی اندازهٔ ستاره‌ها را نشان می‌دهد. از چپ به راست خورشید، آلفا قنطورس اِی، آلفا قنطورس بی و پروکسیما قنطورس

در سال ۲۰۰۲، بررسی نوری تلسکوپ بسیار بزرگ (VLTI) قطر زاویه‌ای پروکسیما قنطورس را ۱٫۰۲ ± ۰٫۰۸ میلی‌ثانیهٔ قوسی اندازه گرفت. از آنجایی که فاصلهٔ آن معلوم است محاسبه می‌شود که قطر واقعی آن یک‌هفتم قطر خورشید و ۱٫۵ برابر قطر مشتری است. جرم آن ۱۲٫۳٪ جرم خورشید و ۱۲۹ برابر جرم مشتری است. در ستارگان رشتهٔ اصلی چگالی با کاهش جرم افزایش می‌یابد، و پروکسیما قنطورس استثنا نیست به همین جهت چگالی آن 56,800 kg/m3 تخمین زده می‌شود، و چگالی خورشید برابر است با 1,409 kg/m3.
یک کوتولهٔ سرخ با جرم پروکسیما قنطورس حدود چهار تریلیون سال در رشتهٔ اصلی می‌ماند. در این مدت به آرامی هیدروژن ستاره از طریق گداخت به هلیوم تبدیل شده و به همین علت داغ‌تر و کوچک‌تر می‌شود و رنگش به آبی می‌گراید؛ و در نزدیکی پایان این دوره درخشندگی‌اش به ۲٫۵ درصد درخشندگی خورشید می‌رسد و هنگامی که سوخت هیدروژن آن تمام شد به یک کوتولهٔ سفید تبدیل می‌شود (بدون رد کردن فاز غول سرخی) و به‌طور ثابت انرژی از دست می‌دهد.
از آنجایی که این ستاره جرم کمی دارد پس انتقال حرارتی آن بسیار خوب انجام می‌شود، به همین علت انتقال انرژی آن مستقیم و از طریق حرکت‌های فیزیکی انجام می‌شود. برخلاف خورشید که اگر ۱۰٪ هیدروژنش را از دست بدهد از رشتهٔ اصلی خارج خواهد شد. این ستاره تا زمانی که سوخت هیدروژن دارد از رشتهٔ اصلی خارج نخواهد شد.
این انتقال گرما همراه با مقاومت میدان مغناطیسی به دلیل همین کش‌مکش سطح ستاره ناپایدار شده و شعله‌های خاصی نسبت زیاد به بیرون زده و قدر ستاره تغییر می‌دهد. این شعله‌های می‌توانند دمای سطح ستاره را تا ۲۷ میلیون درجهٔ کلوین افزایش دهند—گرمایی که برای تابش پرتو ایکس کافی است.
درخشندگی کمینه پرتو ایکس این ستاره حدوداً
۴–۱۶
 × ۱۰۲۶
ارگ بر ثانیه (معادل
۴–۱۶ × ۱۰۱۹ W) تخمین زده می‌شود، این مقدار کمی از شار خروجی خورشید بیشتر است. بیشینه درخشندگی پرتو ایکس بزرگ‌ترین شراره‌های این ستاره تا مقدار
 × ۱۰۲۸
ارگ بر ثانیه (یا معادل
 × ۱۰۲۱
W) نیز رسیده‌اند.
از طریق بررسی خطوط طیفی کشف شده است که فام‌سپهر (کروموسفر) ستاره دارای مقادیر قابل توجهی منگنز با طول موج نشری ۲۸۰ ن‌م است. گمان می‌رود ۸۸ درصد سطح ستاره فعال باشد که این از خورشید و حتی در دوره خورشید نیز که هر ۱۱ سال یک‌بار رخ می‌دهد نیز بیش‌تراست؛ و محاسبه شده است که تاج این ستاره تا ۳٫۵ میلیون K دما دارد، در صورتی که این مقدار برای خورشید فقط ۲ میلیون درجه کلوین است. اگرچه این ستاره در رده M قرار می‌گیرد و یک کوتوله قرمز است، این ستاره هر ۴۴۲ روز یک‌بار فعال می‌شود که این مقدار از ۱۱ سال دوره خورشیدی بسیار کوتاه‌تر است.
پروکسیما قنطورس بادهای ستاره‌ای ضعیفی دارد، که جرم این بادها ۲۰ درصد بادهای خورشیدی هستند؛ زیرا این ستاره بسیار از خورشید کوچک‌تر است، اگرچه مقدار کاهش جرم بر واحد سطح پروکسیما قنطورس هشت برابر خورشید است.

### فاصله و حرکت
با اختلاف منظر ۷۷۲٫۳ ± ۲٫۴ دقیقه قوسی اندازه‌گیری شده توسط ابرخس (اندازه‌گیری توسط تلسکوپ فضایی هابل مقدار ۷۶۸٫۷ ± 0.3 دقیقه قوسی می‌دهد)، پروکسیما قنطورس با زمین ۴٫۲ سال نوری فاصله دارد، یا ۲۷۰٬۰۰۰ برابر فاصله خورشید تا زمین. از بهترین نقطه زمین زاویه جدایی برابر ۲٫۱۸° خواهد بود یا چهار برابر قطر زاویه‌ای ماه کامل. پروکسیما همچنین حرکت مخصوص ۳٫۸۵ ثانیه قوسی در هر سال دارد. و سرعت شعاعی km/s۲۱٫۷ نیز دارد.
به علت حرکت پروکسیما قنطورس، این ستاره فقط در ۳۲٬۰۰۰ سال آینده نزدیک‌ترین ستاره به زمین خواهد بود و بعد از آن ستاره‌ای با نام رز ۲۴۸ نزدیک‌ترین ستاره به زمین خواهد شد. آنگاه فاصله پروکسیما قنطورس تا زمین ۳٫۱۱ سال نوری خواهد بود و تا ۲۶٬۷۰۰ سال دیگر همین مقدار را تقریباً خواهد داشت. در سال ۲۰۱۰ (V. V. Bobylev) در محاسبات خود پیش‌بینی نزدیکترین فاصله را ۲٫۹۰ سال نوری در ۲۷۴۰۰ سال آینده دانست. محاسبهٔ دیگری در سال ۲۰۱۴ توسط (C. A. L. Bailer-Jones) نزدیک‌ترین فاصله را ۳٫۰۷ سال نوری و زمان آن را ۲۶٬۷۱۰ سال دیگر پیش‌بینی کرده است.
. فاصلهٔ چرخش پروکسیما قنطورس از مرکز کهکشان راه شیری بین ۸٫۳ تا ۹٫۵ کیلوپارسک متغیر است و خروج از مرکز این مدار ۰٫۰۰۷ محاسبه شده است.

### همدم‌های محتمل
| دوره مداری (days) | نیم‌قطر بزرگ (AU) | حداکثر جرم (× مشتری) |
| ----------------- | ---------------- | -------------------- |
| ۵۰                | ۰٫۱۳             | ۳٫۷                  |
| ۶۰۰               | ۰٫۶۹             | ۸٫۳                  |
| ۳۰۰۰              | ۱٫۰۰             | ۲۲                   |

## سامانهٔ سیاره‌ای

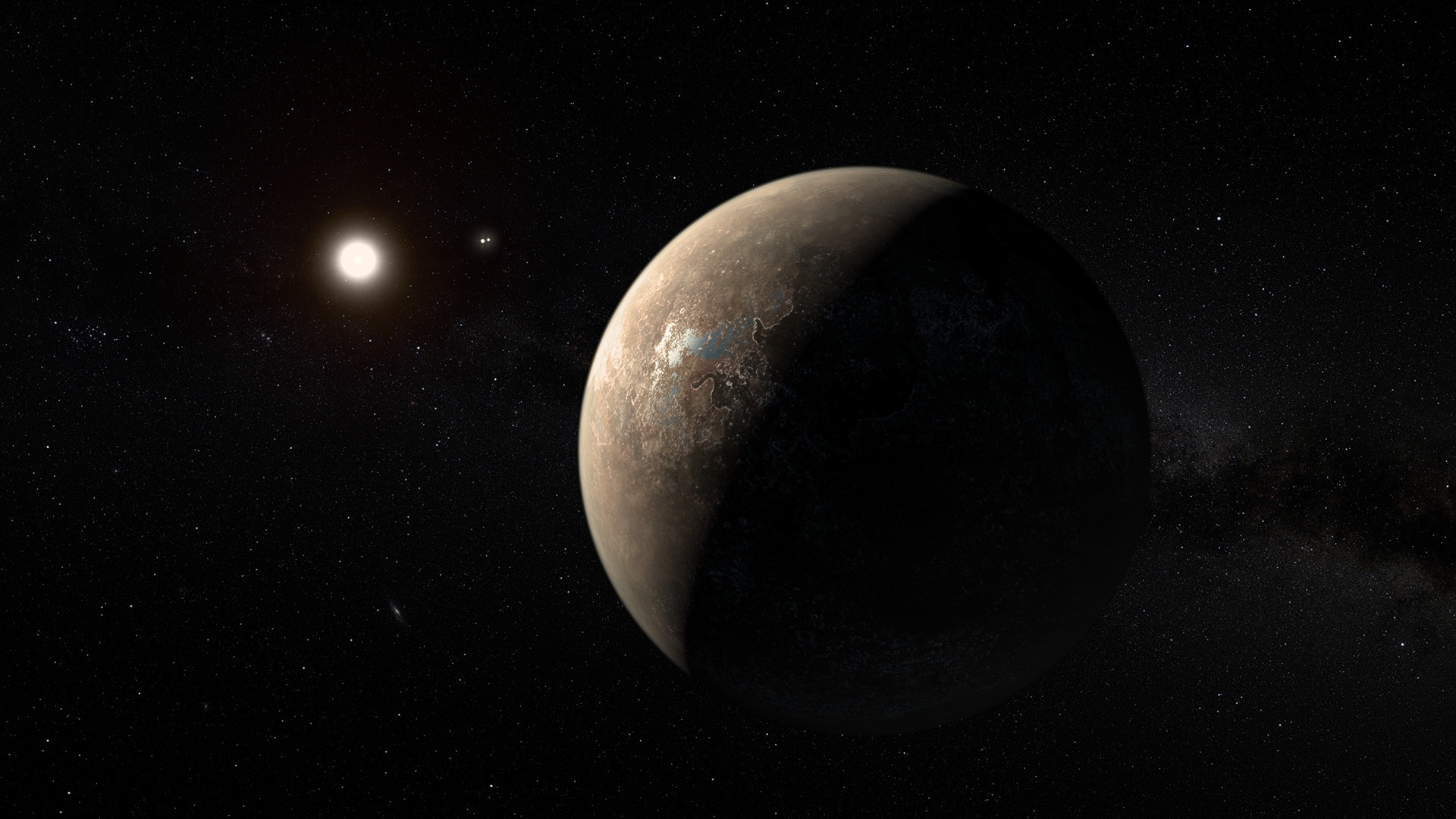
برداشت هنرمند از سیاره پروکسیما قنطورس بی و در دوردست تصویر ستارهٔ پروکسیما قنطورس

رصدخانهٔ جنوبی اروپا پروژهٔ نقطهٔ سرخ‌رنگ پریدهٔ خود را به منظور آغاز جست‌وجوهایی برای یافتن سیاره‌ای در پیرامون پروکسیما قنطورس در ماه ژانویهٔ سال ۲۰۱۶ راه‌اندازی کرد. در ۲۴ اوت سال ۲۰۱۶ وجود پروکسیما قنطورس بی توسط یک تیم از رصدخانهٔ جنوبی اروپا به رهبری گیلوم انگلادا اسکوده از دانشگاه کوئین مری لندن تأیید شد. این کشف که با استفاده از روش سرعت شعاعی صورت گرفته بود در مجلهٔ نیچر گزارش شده است. اندازه‌گیری‌ها با استفاده از دو طیف‌سنج انجام شد، یکی هارپس بر روی تلسکوپ ۳٫۶ متری رصدخانهٔ جنوبی اروپا در رصدخانهٔ لاسیا و دیگری تلسکوپ ۸ متری وی‌ال‌تی بر روی تلسکوپ بسیار بزرگ.

## مسافرت میان‌ستاره‌ای

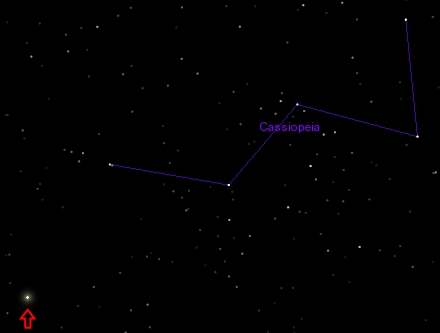
خورشید از دید سامانهٔ آلفا قنطورس

پروکسیما قنطورس برای نخستین مقصد مسافرت‌های میان‌ستاره‌ای بسیار مناسب به نظر می‌رسد، اگرچه آنقدر دور است که با سریع‌ترین راکت موجود کنونی حدود ۱۱۰٬۰۰۰ سال طول می‌کشد تا از زمین به این ستاره رسید در پروژه لانگشات نظریه‌ای بررسی می‌شود که برای مسافرت به پروکسیما قنطورس به صد سال نیاز است زیر از طریق راکت‌های هسته‌ای با سرعت بیشتری می‌توان مسافرت کرد از پروکسیما قنطورس خورشید با قدر ۰٫۴ و در صورت فلکی قیفاووس دیده می‌شود
محاسبه شده است که سرعت مناسب برای رسیدن به این ستاره به طوری که به اندازه عمر طبیعی انسان طول بکشد؛ ۰٫۴ سرعت نور است.